# Larry Parks
Larry Parks (13 de diciembre de 1914 - 13 de abril de 1975) fue un actor teatral y cinematográfico estadounidense. 

## Biografía
Su nombre de nacimiento parece ser que era Samuel Klusman (o Klausman) Lawrence Parks, y nació en Olathe, Kansas. Parks se crio en Joliet, Illinois, graduándose en la Joliet Township High School en 1932. Estudió en la Universidad de Illinois en Urbana-Champaign, y durante unos años actuó en compañías teatrales de repertorio, hasta que firmó un contrato cinematográfico con Columbia Pictures en 1941. Como era usual entre los actores contratados por Columbia, interpretó papeles de reparto en filmes de presupuesto alto, y papeles de mayor entidad en películas de serie B. Cuando Columbia estaba preparando una película sobre la vida de Al Jolson, se consideraron muchas estrellas para el papel principal, incluyendo a James Cagney y Danny Thomas, pero el contratado Larry Parks fue el primer actor en ser entrevistado. Parks impresionó favorablemente a los productores y obtuvo el papel. A los 31 años de edad, su actuación en The Jolson Story (1946) le valió una nominación al Oscar al mejor actor.
Convertido Parks en una estrella, Columbia le mantuvo ocupado en diversas producciones, hasta que apareció una secuela, Jolson Sings Again (1949), que fue otro éxito de taquilla. Su coprotagonista, Barbara Hale, trabajó de nuevo con él en la comedia Emergency Wedding.
En 1951 Larry Parks fue citado para presentarse ante el Comité de Actividades Antiestadounidenses. Con la amenaza de entrar en la lista negra de la industria cinematográfica, solicitó no ser forzado a testificar. Finalmente lo hizo entre lágrimas, sin poder evitar ser incluido en la lista. Larry Parks finalmente dio los nombres de sus antiguos colegas y se sometió al Comité de Actividades Antiestadounidenses. Tras todo ello, Columbia Pictures le abandonó, y una comedia romántica que había rodado para Metro-Goldwyn-Mayer quedó pospuesta tres años. Parks hizo unos pocos filmes más, ganándose la vida a duras penas trabajando en el teatro y haciendo ocasionales programas de televisión. Su último trabajo, en un papel de importancia, llegó con el film de John Huston Freud, pasión secreta (1962).
Larry Parks falleció en 1975 en Studio City (Los Ángeles), California, a causa de un infarto agudo de miocardio. Estuvo casado con la actriz Betty Garrett desde 1944. Tuvieron dos hijos, el actor Andrew Parks y el compositor Garrett Parks. Además, Parks fue padrino del actor Jeff Bridges.

## Premios y distinciones
Premios Óscar
| Año  | Categoría   | Película         | Resultado |
| ---- | ----------- | ---------------- | --------- |
| 1947 | Mejor actor | The Jolson Story | Nominado  |